# Национальный музей акварели имени Альфредо Гуати Рохо
Национальный музей акварели им. Альфредо Гуати Рохо — музей, посвящённый акварели, расположенный в районе Койоакан, Мехико.

## История
Музей был основан мексиканским художником Альфредо Гуати Рохо в 1964 году. Первое здание музея, располагавшееся в Мехико (в районе Рома на улице Пуебла № 141) было разрушено случившимся в сентябре 1985 года землетрясением. Вновь открыт в Кайоакане в 1987 году.

## Описание
Музей ориентирован на сохранение и популяризацию мексиканской и мировой акварельной живописи. В его постоянной коллекции представлены образцы искусства от доиспанского периода до наших дней. Музей расположен на территории бывшего частного дома. Постоянная коллекция музея находится, в окруженом садом, центральном здании, так же есть временный выставочный зал, кафе и лекционные аудитории.
Музейный сад на протяжении многих лет создавался самим Гуати Рохо и его женой. Здесь есть цветущие кустарники и виноградные лозы, прохладные фонтаны и ряд современных скульптур с характерным мексиканским колоритом.
Главный дом находится в центре комплекса. Он состоит из семи просторных экспозиционных залов, в каждом из которых демонстрируются акварельные произведения, и один свободный от произведений искусства кабинет. Залы расположены в хронологическом порядке, начиная с доиспанского периода и до наших дней, с мексиканским и международным искусством акварели. Основу коллекции составляют тристо акварелей, которые были подарены Гуати Рохо и его женой для создания музея. Западная акварельная живопись берет свое начало в Азии, но данные композиции включены в доиспанскую комнату, так как многие глиняные сосуды того времени были расписаны красками, сделанными на водной основе и натуральных пигментах.
Эти же краски использовались для создания кодексов, которые существовали в ранний колониальный период как форма ведения записей. Следующие залы фокусируется на работах 19-го века, с миниатюрными портретами исполненными на слоновой кости и бумаге, а также работами путешественников.